# Хитряк Станіслав Іванович
Станіслав Іванович Хитряк (18 травня 1947, Львів — 10 квітня 2002, Львів) — український баяніст, концертмейстер, акомпаніатор, аранжувальник.

## Життя
У 1971 році закінчив Львівське музично-педагогічне училище імені Філарета Колесси.
З 1971 — вчитель музики і співів середньої школи у Київській області.
З кінця 1970-х працює у Львові концертмейстером у Будинку культури «Львівхімсільгоспмаш» та Палаці культури залізничників в народному ансамблі танцю «Весна» (керівник Г. А. Назаренко).
У 1980—2001 — концертмейстер кафедри хореографії Львівського училища культури.
З 1982 року концертмейстер, аранжувальник, музикант оркестру заслуженого ансамблю танцю «Юність» (керівник М. В. Ванівський).
Похований на Голосківському цвинтарі міста Львова.

## Творчість
Станіслав Іванович Хитряк є автором десятків оркестрових композицій для танцювальних творів українських та зарубіжних колективів. Його перу належить музика до танців заслуженого ансамблю танцю «Юність»: «Гопак», «Козацька дума», «На Січі Запорожській», «Буковинський святковий», «Вітальний», «Дума про Україну», «Карпатські візерунки», «Бубнарський», «Українська рапсодія», «Горділянка» та ін.
Учасник гастролей заслуженого ансамблю танцю «Юність» у Аргентині, Греції, Італії, Польщі, Швеції.
Автор музики для великого вокально-хореографічного панно «Вкраїно — любов моя» за участі декількох десятків хорових і танцювальних колективів міста Львова (1986).
Співорганізатор міжнародних хореографічних семінарів у Львові та закордоном: Франція, Хорватія, Польща, Канада. Концертмейстр у літньому таборі «Форт капел» (м. Реджайна, Канада) для керівників танцювальних колективів.

## Доробок
Співавтор книги українською та англійською мовами «Музична хрестоматія для уроків народно-сценічного танцю» («Musical reader for the lessons of a folk-scenic dance»).